# کی‌یوتاکا ماتسوی
کی‌یوتاکا ماتسوی (به انگلیسی: Kiyotaka Matsui) بازیکن فوتبال اهل ژاپن و عضو تیم ملی فوتبال ژاپن است که در تاریخ ۳۱ مه ۱۹۸۴ میلادی اولین بازی ملی‌اش را انجام داد. او در ۱۵ بازی ملی حضور داشت و آخرین بازی ملی خود را در تاریخ ۲ ژوئن ۱۹۸۸ میلادی انجام داد. کی‌یوتاکا ماتسوی در بازی‌های ملی‌اش
گلی به ثمر نرساند.